# Aksu (Regierungsbezirk)
| Basisdaten       | Basisdaten       |
| ---------------- | ---------------- |
| Großregion:      | Nordwestchina    |
| Autonome Region: | Xinjiang         |
| Status:          | Regierungsbezirk |
| Einwohner:       | 2.714.422 (2020) |
| Fläche:          | 128.099 km²      |
|                  |                  |

| Uigurische Bezeichnung          | Uigurische Bezeichnung |
| ------------------------------- | ---------------------- |
| Arabisch-Persisch (Kona Yeziⱪ): | ئاقسۇ ۋىلايىتى         |
| Lateinisch (Yengi Yeziⱪ):       | Aⱪsu Wilayiti          |
| Kyrillisch (Sowjetunion):       | Ақсу                   |
| offizielle Schreibweise (VRCh): | Aksu                   |
| Aussprache in IPA:              | [aqsu]                 |
| Chinesische Bezeichnung         |                        |
| Kurzzeichen:                    | 阿克苏地区             |
| Langzeichen:                    | 阿克蘇地區             |
| Umschrift in Pinyin:            | Ākèsū Dìqū             |
| Umschrift nach Wade-Giles:      | A-k’o-su Ti-Ch’ü       |

Der Regierungsbezirk Aksu (türkisch „weißes Wasser“) liegt in der Autonomen Region Xinjiang der Volksrepublik China. Er hat eine Fläche von 128.099 km² und 2.714.422 Einwohner (Stand: Zensus 2020). Hauptstadt des Regierungsbezirks ist die kreisfreie Stadt Aksu am Aksu-Fluss.

## Administrative Gliederung des Regierungsbezirks Aksu
Der Regierungsbezirk Aksu besteht aus zwei kreisfreien Städten und sieben Kreisen (Stand: Zensus 2020):
- Stadt Aksu (阿克苏市 Ākèsū Shì), 14.450 km², 535.657 Einwohner;
- Stadt Kuqa (库车市 Kùchē Shì ), 14.529 km², 462.588 Einwohner;
- Kreis Aksu Konaxeher (温宿县 Wēnsù Xiàn ), Hauptort: Großgemeinde Wensu (温宿镇), 14.376 km², 233.933 Einwohner;
- Kreis Xayar (沙雅县 Shāyǎ Xiàn ), Hauptort: Großgemeinde Xayar (沙雅镇), 31.887 km², 257.502 Einwohner;
- Kreis Xinhe (Aksu) (新和县 Xīnhé Xiàn ), Hauptort: Großgemeinde Toksu (新和镇), 5.831 km², 172.064 Einwohner;
- Kreis Bay (拜城县 Bàichéng Xiàn ), Hauptort: Großgemeinde Baicheng (拜城镇), 15.917 km², 229.252 Einwohner;
- Kreis Uqturpan (乌什县 Wūshí Xiàn), Hauptort: Großgemeinde Wushi (乌什镇), 9.065 km², 197.990 Einwohner;
- Kreis Awat (阿瓦提县 Āwǎtí Xiàn ), Hauptort: Großgemeinde Awat (阿瓦提镇), 13.067 km², 237.562 Einwohner;
- Kreis Kalpin (柯坪县 Kēpíng Xiàn), Hauptort: Großgemeinde Kalpin (柯坪镇), 8.977 km², 44.261 Einwohner.

## Nachbarn
Aksu grenzt im Osten an den Mongolischen Autonomen Bezirk Bayingolin, im Nordwesten an Kirgisistan und Kasachstan, im Süden an den Regierungsbezirk Hotan (Khotan), im Südwesten an den Regierungsbezirk von Kaschgar und den Kirgisischen Autonomen Bezirk Kizilsu und im Norden an den Kasachischen Autonomen Bezirk Ili.

## Ethnische Gliederung der Bevölkerung des Regierungsbezirks Aksu (2000)
Beim Zensus im Jahr 2000 wurden im Regierungsbezirk Aksu 2.141.745 Einwohner gezählt (Bevölkerungsdichte 16,16 Einwohner/km²).
| Name des Volkes | Einwohner | Anteil  |
| --------------- | --------- | ------- |
| Uiguren         | 1.540.633 | 71,93 % |
| Han             | 570.147   | 26,62 % |
| Hui             | 11.811    | 0,55 %  |
| Kirgisen        | 9748      | 0,46 %  |
| Tujia           | 4265      | 0,2 %   |
| Miao            | 1373      | 0,06 %  |
| Mongolen        | 775       | 0,04 %  |
| Tibeter         | 743       | 0,03 %  |
| Zhuang          | 405       | 0,02 %  |
| Mandschu        | 374       | 0,02 %  |
| Dongxiang       | 330       | 0,02 %  |
| Sonstige        | 1141      | 0,05 %  |

## Geschichte
Früher war Aksu ein altes buddhistisches Königreich, das an der Seidenstraße in der Nähe der Wüste Taklamakan im Tarimbecken lag. Der Pilger Xuanzang (7. Jahrhundert) notierte, dass es zehn buddhistische Klöster im Königreich gab und über 1000 Mönche. Er sagte, dass das Königreich 600 Li von Ost nach West und 300 Li vom Norden bis zum Süden maß. Er gab auch an, dass das Tuch, welches in der Region hergestellt wurde, als Handelsware für die Anliegerstaaten, zum Beispiel das Königreich Kaschgar, von Bedeutung war.

## Literarische Quelle
- Das chinesische Buch von Han schreibt etwas über das Königreich.

Koordinaten: 41° 13′ N, 80° 15′ O